# Ciara Mageean
Ciara Mageean (* 12. März 1992 in Portaferry, Nordirland) ist eine irische Leichtathletin, die sich auf den Mittelstreckenlauf spezialisiert hat. 2024 feierte sie mit dem Europameistertitel über 1500 Meter in Rom ihren größten sportlichen Erfolg.

## Sportliche Laufbahn
Erste Erfahrungen bei internationalen Meisterschaften sammelte Ciara Mageean im Jahr 2008, als sie bei den Juniorenweltmeisterschaften in Bydgoszcz mit 4:26,87 min den zehnten Platz im 1500-Meter-Lauf belegte. Anschließend gewann sie bei den Commonwealth Youth Games in Pune in 4:22,53 min die Bronzemedaille über 1500 Meter und belegte in 2:08,74 min den fünften Platz über 800 Meter. Im Jahr darauf gewann sie bei den Jugendweltmeisterschaften in Brixen in 2:03,07 min die Silbermedaille im 800-Meter-Lauf und siegte anschließend in 4:15,46 min beim Europäischen Olympischen Jugendfestival (EYOF) in Tampere über 1500 Meter. 2010 gewann sie bei den Juniorenweltmeisterschaften im kanadischen Moncton in 4:09,51 min die Silbermedaille über 1500 Meter und klassierte sich anschließend mit 4:10,85 min auf dem zehnten Platz bei den Commonwealth Games in Neu-Delhi. Im Jahr darauf gewann sie dann auch bei den Junioreneuropameisterschaften in Tallinn in 4:16,82 min die Silbermedaille. 2012 startete sie erstmals bei den Europameisterschaften in Helsinki und schied mit 4:19,23 min in der Vorrunde aus.
Nach mehreren erfolglosen Jahren nahm sie 2016 erneut an den Europameisterschaften in Amsterdam teil und gewann dort in 4:33,78 min die Bronzemedaille hinter der Polin Angelika Cichocka Sifan Hassan aus den Niederlanden. Anschließend nahm sie an den Olympischen Spielen in Rio de Janeiro teil und gelangte dort bis ins Halbfinale und schied dort mit 4:08,07 min aus. Im Jahr darauf kam sie bei den Halleneuropameisterschaften in Belgrad über 1500 Meter nicht ins Ziel. Zudem qualifizierte sie sich für die Weltmeisterschaften in London, bei denen sie jedoch mit 4:10,60 min in der Vorrunde aus. 2018 schied sie bei den Hallenweltmeisterschaften in Birmingham mit 4:11,81 min in der Vorrunde aus und anschließend erreichte sie bei den Commonwealth Games im australischen Gold Coast mit 4:07,41 min Rang 13 und verpasste über 800 Meter mit 2:03,30 min den Finaleinzug. Im August wurde sie dann bei den Europameisterschaften in Berlin in 4:04,63 min Vierte über 1500 Meter. 2019 gewann sie bei den Halleneuropameisterschaften in Glasgow in 4:09,43 min die Bronzemedaille hinter der Britin Laura Muir und Sofia Ennaoui aus Polen. Im Oktober erreichte sie bei den Weltmeisterschaften in Doha das Finale und belegte dort mit 4:00,15 min Rang zehn. Im Dezember lief sie dann bei den Crosslauf-Europameisterschaften in Lissabon nach 28:58 min auf Rang 20 ein und sicherte sich in der Teamwertung die Silbermedaille hinter dem Team aus dem Vereinigten Königreich. 2021 nahm sie über 1500 Meter erneut an den Olympischen Spielen in Tokio teil und schied dort mit 4:07,29 min in der ersten Runde aus. Im Dezember belegte sie bei den Crosslauf-Europameisterschaften in Dublin in 18:06 min den vierten Platz in der Mixed-Staffel.
2022 gewann sie bei den Commonwealth Games in Birmingham in 4:04,14 min die Silbermedaille über 1500 Meter hinter der Schottin Laura Muir. Kurz darauf musste sie sich bei den Europameisterschaften in München in 4:02,56 min ebenfalls nur Muir geschlagen geben und gewann damit die Silbermedaille. Kurz darauf siegte sie in 3:56,663 min beim Memorial Van Damme und wurde bei Weltklasse Zürich in 4:01,68 min Zweite. Im Jahr darauf wurde sie beim Herculis in 4:14,58 min Zweite über die Meile und anschließend belegte sie bei den Weltmeisterschaften in Budapest in 3:56,61 min im Finale den vierten Platz. Kurz darauf wurde sie beim Memorial Van Damme in 3:55,87 min Zweite. 2024 verbesserte sie den irischen Rekord über 800 Meter in Manchester auf 1:58,51 min und kurz darauf siegte sie in 4:01,98 min über 1500 Meter beim Ostrava Golden Spike. Anschließend siegte sie in 4:04,66 min bei den Europameisterschaften in Rom.
In den Jahren 2014, 2016 und 2018 wurde Mageean irische Meisterin im 1500-Meter-Lauf. Zudem siegte sie 2015 und von 2017 bis 2019 über 800 Meter. 2016 wurde sie Hallenmeisterin über 800 Meter und 2017 und 2019 siegte sie im 3000-Meter-Lauf.

## Persönliches
Anfang Juli 2025 gab Mageean bekannt, an Krebs erkrankt zu sein.

## Persönliche Bestleistungen
- 800 Meter: 1:58,51 min, 25. Mai 2024 in Manchester (irischer Rekord)
  - 800 Meter (Halle): 2:03,73 min, 26. Februar 2017 in Athlone
- 1000 Meter: 2:31,06 min, 14. August 2020 in Monaco (irischer Rekord)
- 1500 Meter: 3:55,87 min, 8. September 2023 in Brüssel (irischer Rekord)
  - 1500 Meter (Halle): 4:06,42 min, 25. Januar 2020 in Boston (irischer Rekord)
- 1 Meile: 4:14,58 min, 21. Juli 2023 in Monaco (irischer Rekord)
  - 1 Meile (Halle): 4:28,31 min, 26. Januar 2019 in Boston (irischer Rekord)
- 3000 Meter: 9:39,48 min, 11. August 2007 in Sheffield
  - 3000 Meter (Halle): 8:47,23 min, 22. Januar 2022 in Manchester